# Seleção Nigeriana de Voleibol Feminino
A seleção nigeriana de voleibol feminino é uma equipe do continente africano, composta pelas melhores jogadoras de voleibol da Nigéria. É mantida pela Federação Ruandesa de Voleibol (FRVB). Encontra-se na 116ª posição do ranking mundial da FIVB segundo dados de agosto de 2021.